# テキサス併合

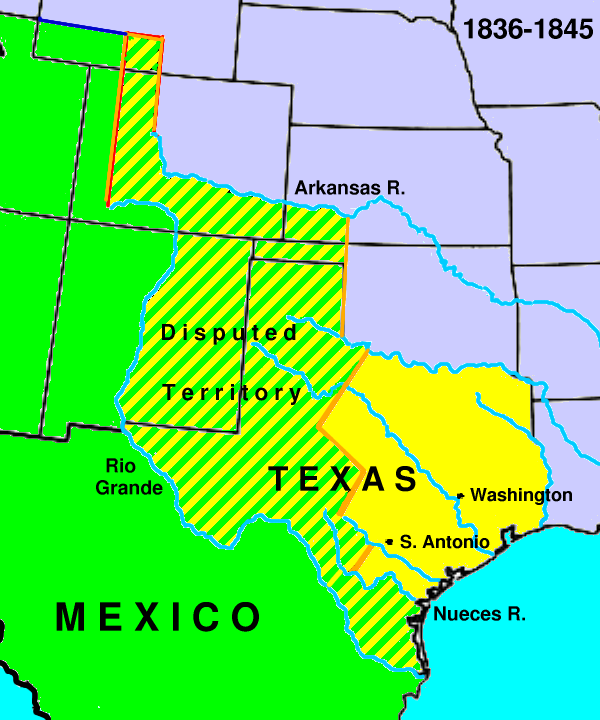
テキサス共和国

テキサス併合（テキサスへいごう、英: Texas Annexation）は、1845年にテキサス共和国が自発的にアメリカ合衆国へ加盟した事件。この結果合衆国の28番目の州としてテキサス州が生まれた。このときサン・フアン山脈も追加された。アメリカ合衆国にとってテキサスの併合は、対外的にメキシコとの関係、対内的には奴隷制の拡大による南北対立の激化という問題を抱えていた。このために加盟を巡って長期にわたる論争があり、他の州の加盟とは異なる方法によって加盟が承認された。

## 背景

### 米国政府
1837年、テキサス共和国はメキシコからの独立を勝ち取ったばかりであり、サミュエル・ヒューストン大統領のもと、同年にテキサス共和国を最初に承認したアメリカ合衆国への併合についての同意を投票で決めた。その前年、サンジャシントの戦いの後に捕虜となったメキシコ大統領サンタ・アナが、ワシントンD.C.でアンドリュー・ジャクソン大統領と面会した際、テキサス以西の領土の「値段」を聞いていたと言われる。それほど領土拡大に執心していたアメリカ合衆国がテキサス併合に異論のあるはずはなかったのだが、合併すればメキシコとの開戦は不可避であるとの認識があった。また、奴隷制を保持していたテキサスがアメリカ合衆国に加盟した場合に、上院の新しい2議席は奴隷州側に付くということを、北部の諸州が容認し得ないことも、米国がテキサス併合に踏み切れない背景の要素のひとつであった。当初、ワシントンD.C.に派遣したテキサス共和国の大使が1837年8月にマーティン・ヴァン・ビューレン米大統領に併合提案を行ったが、メキシコとの戦争になることが予測されたために拒否された。
1838年には、テキサス共和国の独立維持と領土拡大を標榜するミラボー･ラマーが大統領となり、一旦は併合提案を撤回した。1839年にフランス、1840年にオランダとイギリス、1841年にはベルギーがテキサス共和国を承認したが、これらはすべてアメリカ合衆国がテキサスを併合して領土を拡大することを阻止することが目的の承認だった。
ヴァン・ビューレンの任期切れのあとに（ウィリアム・ハリソンが就任1ヶ月あまりで急死したため）アメリカ合衆国大統領となったジョン・タイラーも就任当初は併合に躊躇していた。だが、1843年にテキサスがイギリスに仲介を依頼してメキシコとの接近を図る動きを示したため、一転して併合案を支持した。タイラーは1844年4月にテキサス併合の条約締結を行った。米国憲法では、条約の締結は大統領の職権だが、批准のためには上院の3分の2以上の賛成が必要とされた。アメリカ合衆国上院は6月8日に35対16という大差で否決となり批准されなかった。
領土拡張を主張し、テキサスの併合に積極的な民主党候補のジェームズ・ポークが1844年アメリカ合衆国大統領選挙での勝利が決定すると、タイラーは一気に議会工作を進めた。テキサス併合に関してはポークと対立の無いタイラーはポークと相談し、上院での批准が困難であることが分かっている条約ではなく、上下両院合同決議による併合法案として議会に提出した。何度にもわたる法案再提出や修正議決案提出といった大激論の末、1845年2月28日、上院で27対25の僅差、下院では132対76で、選択権を大統領に与えるという決議がなされ、翌日タイラーはこの決議を実行する選択の署名を行った。タイラーの大統領任期が終わる3日前だった。

### メキシコ政府

Map of Texas and the Countries Adjacent, William Hemsley Emory, 1844

1844年当時のメキシコ大統領はサンタ・アナで、テキサスの併合は「宣戦布告に等しい」と警告していた。テキサスに関しては主戦論に凝り固まっていた彼は、駐米メキシコ大使を通して「併合したら即開戦」との通告を与えていた。タイラーの併合への動きを見て、サンタ・アナはテキサス進軍のための戦費調達と徴兵を強引に推し進めたがこれは国内の不評を買った。イギリス、フランス両国による戦争回避とテキサス共和国承認の説得を一時は受け入れつつあったサンタ・アナであったが、政変により1844年12月に失脚し、国外追放を命じられてキューバへと逃亡する。
サンタ・アナの後継は穏健リベラル派のホセ・ホアキン・デ・エレラで、彼は当時メキシコで少数派の戦争回避の論者であった。彼のもとでメキシコ政府は、1845年5月、かねてよりイギリス、フランス両国から働きかけられていたテキサス共和国の承認の意向を固めた。しかし時勢は止められず、1845年7月、テキサス共和国議会はメキシコの承認のオファーを拒絶し、55対1の圧倒的な票差で米国との合併を承認することになった。

### 決議案の内容
- 1846年1月1日までにテキサス共和国が併合を承認すれば、州として連邦への加盟を認める
- テキサス州は将来、5州以上とならない範囲で分割されうる
- テキサス共和国の公有地と債務は、テキサス州に引き継がれる
- 境界は連邦政府の調整に委ねる
- 奴隷制度はミズーリ協定線（北緯36度30分）より北側では禁止される

## 同意および批准
アンドリュー・ジャクソン元大統領の甥、アンドリュー・ジャクソン・ドネルソンがアメリカ合衆国のテキサス問題担当となり、長期にわたる交渉を行った結果、テキサス共和国大統領アンソン・ジョーンズ、元大統領のサム・ヒューストンおよびテキサス議会が併合に同意した。テキサス共和国は7月4日に法案を批准し、12月29日、ポークはテキサスを合衆国の州として受け入れる法案に署名した。
メキシコのエレラ政権は、この問題をうけて「併合は戦争を意味する」との発言を余儀なくされたが、戦争を回避するべく外交努力を続けた。メキシコ国内ではエレラの米国に対する姿勢が弱腰であると批判され、保守的な軍人政治家が実権を握るに至って、いよいよ翌1846年の米墨戦争は避けられなくなっていった。
1848年3月に、アメリカ合衆国がグアダルーペ・イダルゴ条約を批准し、米墨戦争は終わった。この条約ではアメリカがメキシコの文化と価値観を尊重するという条件で、アメリカがメキシコからテキサスを購入するということになった。テキサスの併合はアメリカ合衆国の諸州の間で議論を呼び、党派的抗争を拡大させて南北戦争にも繋がった。
1846年2月19日、主権の公式な移行を祝う式典が開催され、テキサス共和国大統領アンソン・ジョーンズは「この大きなドラマの最後の幕が今降りた。テキサス共和国は最早無い」と宣言した。

## 合衆国離脱と新州創設のオプション

### 離脱の権利
米国およびテキサス共和国双方の併合決議には、併合後のテキサス州が合衆国から離脱する権利については触れられていなかった。1869年の米国最高裁判所判決（テキサス対ホワイト判決）で、1861年にテキサスが合衆国を離脱したのは違法であると結論した。この判決では、「米国憲法ではその全条文において一体不可分の州による一体不可分の合衆国を目指している」もので、離脱できるとすれば「革命もしくは他州の合意による」とされている。

### 新州創設
テキサス併合の共同決議案と併合条例には、当時のテキサスから新しく4つの州を作るための基本条項が含まれていた。
| 「 | 新しく作る州は適度の大きさでテキサス州以外にその数は4を超えず、十分な人口があるものとする。当該領土の中から形成される州の同意により、アメリカ合衆国憲法の規定に従ってアメリカ合衆国への加盟を認められるものとする。 | 」 |

## 境界論争
テキサス共和国の領土からニューメキシコ州とコロラド州の大半、およびオクラホマ州、カンザス州、ワイオミング州の一部が出来たが、完全にテキサス州と隣接している州は無かった。
テキサス州政府はメキシコとテキサスの国境をリオ・グランデ川とした。しかし、メキシコはその領土が増えるニュエセス川（en:Nueces River）に設定した。この境界問題は、メキシコのサンタ・アナがその独裁政権下にテキサス全体を取り戻すことを望んでいたので、メキシコ政府にとって大きな問題ではなかった。アメリカ合衆国のポーク大統領はザカリー・テイラー将軍に命じて、以前の共和国時代に定めたテキサス州の南部境界、リオ・グランデ川を守らせた。テイラーはテキサスに移動し、メキシコの撤退要求を無視して、リオ・グランデ川の北岸まで南下し、リオ・グランデ川がメキシコ湾に注ぐ河口近くに後にブラウン砦と呼ばれることになる砦の建設を始めた。メキシコ政府はその場所を自国領と見なしていた。

## 最近の議論
20世紀後半、テキサスの少数反抗的集団が、アメリカ合衆国によるテキサス併合は違法であると主張し、テキサス州の合法的状態について議論を呼んだ。しかし、アメリカ合衆国の裁判所は常に併合が有効であると裁定し、テキサス議会を通過した併合条例および1846年の主権移行式典でのテキサス大統領の同意を理由として挙げた。1861年から1865年にかけてアメリカ連合国に加盟していた期間を除き、テキサス州はローン・スター（一つ星）の州となっており、州の俗称ともなっている。またテキサス共和国の国旗、およびテキサス州の州旗が一つ星である。